# Беранкова, Рената
Рената Беранкова (чеш. Renata Beránková; род. 21 марта 1971, Дечин) — чехословацкая гребчиха, выступавшая за сборную Чехословакии по академической гребле в 1986—1992 годах. Обладательница серебряной и двух бронзовых медалей юниорских мировых первенств, победительница и призёрка первенств национального значения, участница летних Олимпийских игр в Барселоне.

## Биография
Рената Беранкова родилась 21 марта 1971 года в городе Дечин, Чехословакия. Проходила подготовку в местном гребном клубе «Славия».
Впервые заявила о себе в академической гребле на международном уровне в сезоне 1986 года, когда вошла в состав чехословацкой национальной сборной и выступила на юниорском мировом первенстве в Рачице, где в зачёте восьмёрок стала пятой. Год спустя на юниорском мировом первенстве в Кёльне выиграла бронзовую медаль в парных четвёрках. Ещё через год на аналогичных соревнованиях в Милане в той же дисциплине получила серебро. На юниорском мировом первенстве 1989 года в Сегеде добавила в послужной список награду бронзового достоинства, выигранную в парных двойках.
В 1991 году на взрослом чемпионате мира в Вене стала пятой в восьмёрках и седьмой в распашных безрульных двойках.
Благодаря череде удачных выступлений удостоилась права защищать честь страны на летних Олимпийских играх 1992 года в Барселоне. В составе экипажа-восьмёрки, куда также вошли гребчихи Сабина Теленская, Элишка Яндова, Ленка Завадилова, Мартина Шефчикова, Михаэла Ваврова, Гана Жакова, Гана Дариусова и рулевая Ленка Ковачова, заняла последнее четвёртое место на предварительном квалификационном этапе, затем стала шестой в дополнительном отборочном заезде — таким образом отобралась лишь в утешительный финал В, где уступила команде Великобритании. В итоговом протоколе соревнований расположилась на восьмой строке.
После барселонской Олимпиады Беранкова больше не показывала сколько-нибудь значимых результатов в академической гребле на международной арене.